# Jumping international de France
Le Jumping international de France est une compétition de saut d'obstacles française se déroulant chaque année au stade François André de La Baule-Escoublac (Loire-Atlantique).

## Présentation

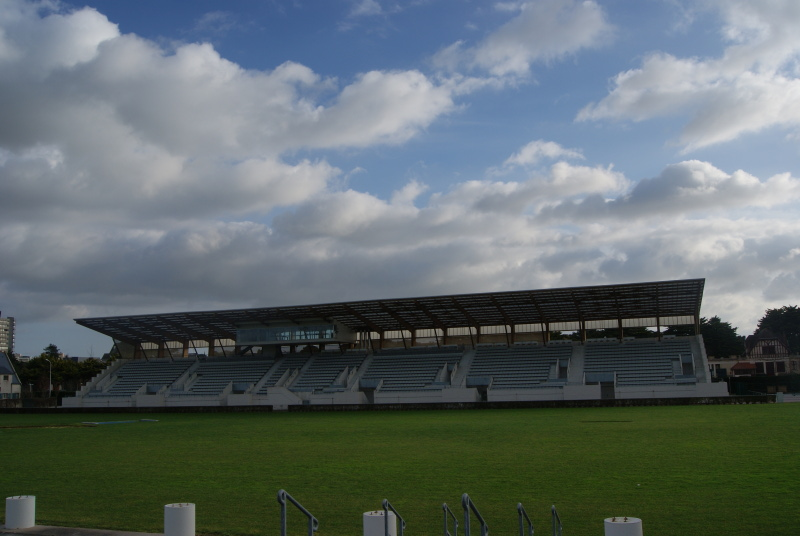
Le stade François André

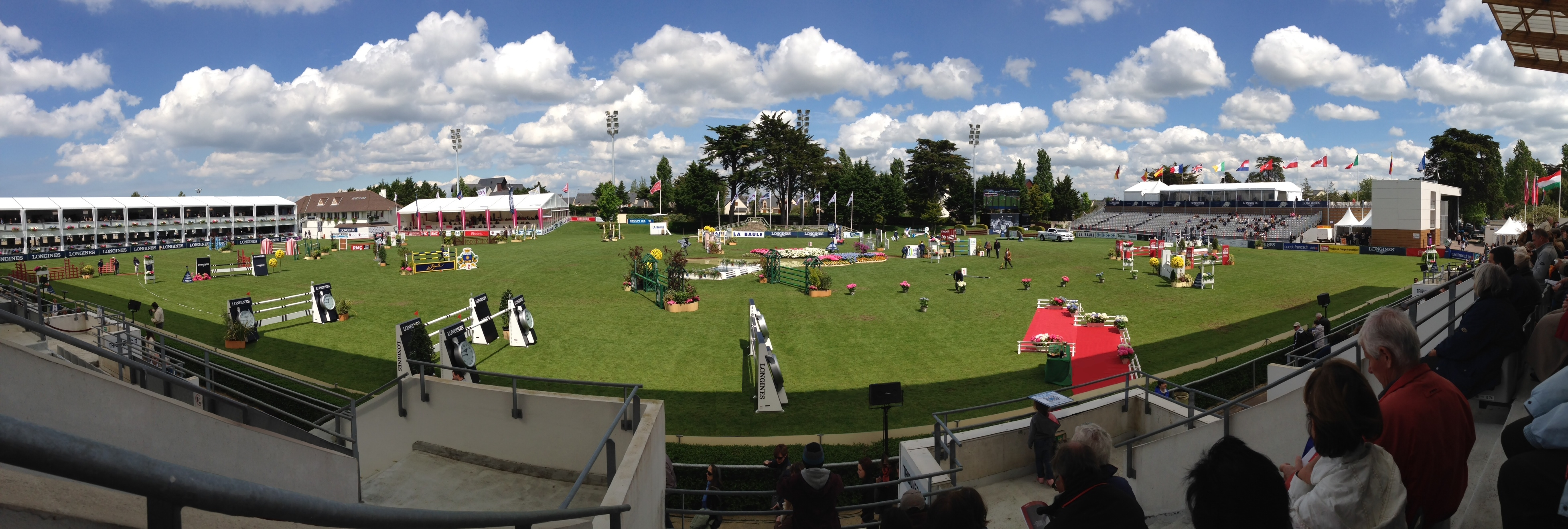
Vue depuis les tribunes du Stade François André lors du CSIO-5* de La Baule 2013

Le Jumping international de France est l'une des plus importantes épreuves internationales de saut d'obstacles. Cet événement fait partie d'un circuit international de haut niveau destiné aux meilleurs cavaliers du monde, toutes nations confondues. 
Il s'y déroule chaque année :
- la seule étape française de la coupe des nations de saut d'obstacles (une étape par pays et par an) ;
- le Grand Prix CSIO-5* Longines de la Ville de La Baule ;
- le Derby de la Région des Pays de la Loire.

Créé en 1960 sous la direction de René Pasquier, le concours s'appelait alors Grand Prix de La Baule.
L'édition 2013 s'est déroulée du jeudi 16 mai au dimanche 19 mai. Les Pays-Bas se sont imposés dans la Coupe des Nations, et le Français Patrice Delaveau a réalisé un doublé puisqu'il a remporté le Derby avec Ornella Mail*HDC et le Grand Prix avec Orient Express*HDC. En 2015, le jeune irlandais Bertram Allen réalise lui aussi le doublé Derby - Grand Prix. 
En 2017, l'équipe de France, championne olympique en titre, remporte à domicile l'épreuve reine de la Coupe des Nations. 
L'édition 2020 est annulée en raison de la pandémie de Covid-19 en France.

## Palmarès
| Année | Grand Prix de la ville de La Baule                   | Coupe des nations                                    | Derby de la région des Pays de la Loire              |
| ----- | ---------------------------------------------------- | ---------------------------------------------------- | ---------------------------------------------------- |
| 1962  | Janou Lefèbvre et Kenavo D                           | -                                                    | -                                                    |
| 1963  | -                                                    | -                                                    | Janou Lefèbvre et Kenavo D                           |
| 1964  | Bertrand Mirabaud et Labrador                        | -                                                    | Raimondo d'Inzeo et Posillipo                        |
| 1965  | -                                                    | -                                                    | Pierre Jonquères d'Oriola et Lutteur B               |
| 1967  | -                                                    | -                                                    | Philippe Jouy et Nagir                               |
| 1968  | -                                                    | -                                                    | Jean-Claude Bouffault et Joyeuse                     |
| 1969  | -                                                    | -                                                    | Janou Lefèbvre et Rocket                             |
| 1971  | Janou Lefèbvre et Rocket                             | -                                                    | Janou Lefèbvre et Rocket                             |
| 1973  | -                                                    | -                                                    | Peter Schmitz et Panama                              |
| 1975  | Janou Lefèbvre et Rocket                             | -                                                    | Nelson Pessoa et Ali Baba E                          |
| 1976  | Hervé Godignon et Cupidon Fou                        | -                                                    | Nelson Pessoa et Monsieur Moët                       |
| 1977  | Eddie Macken et Boomerang                            | Allemagne                                            | Eric Wauters et Va Petit Mouse                       |
| 1978  | Nelson Pessoa et Moët et Chandon Bunny               | -                                                    | Manuel Malta da Costa et Ecaussevillais              |
| 1980  | Hervé Godignon et Faolo d’Escla*HN                   | -                                                    | Eric Wauters et Winnetou                             |
| 1981  | Michel Robert et Gazelle d'Elle                      | -                                                    | Eric Wauters et Winnetou                             |
| 1982  | Gerry Mullins et Rockbarton                          | -                                                    | Malcolm Pyrah et Towerland Anglezarke                |
| 1983  | Michel Robert et Grand Cœur A                        | -                                                    | Thomas Fuchs et Willora Carpets                      |
| 1984  | Luis Alvarez Cervera et Jexico du Parc               | -                                                    | Jean-Charles Gayat et Ignace B*HN                    |
| 1985  | Giorgo Nuti et Impedoumi                             | -                                                    | Gilles Bertrán de Balanda et Francossette Malesan    |
| 1986  | Markus Fuchs et Pushkin II                           | -                                                    | Evelyne Blaton et Moët et Chandon Tipitou            |
| 1987  | Pierre Durand et Jappeloup                           | France                                               | -                                                    |
| 1988  | Hubert Bourdy et Milou de Subligny                   | -                                                    | Éric Navet et Narconne                               |
| 1989  | Michel Robert et Nidamour II                         | -                                                    | Nelson Pessoa et Vivaldi                             |
| 1990  | Patrice Delaveau et Polydore                         | -                                                    | Alois Fuchs et Traunstein                            |
| 1991  | Éric Navet et Quito de Baussy                        | -                                                    | Michel Robert et Prospert Nelson Pessoa et Vivaldi   |
| 1992  | Roger-Yves Bost et Président Papillon                | -                                                    | Nelson Pessoa et Vivaldi                             |
| 1993  | Franke Sloothaak et San Patriano Weihaiwej           | France                                               | Patrice Delaveau et Orient de Frébourg               |
| 1994  | Alexandra Ledermann et Rochet M                      | Irlande                                              | Gilles Bertran de Balanda et Sultane Kerellec Waïti  |
| 1995  | Alison Bradley et Endeavour                          | France                                               | Nelson Pessoa et Vivaldi                             |
| 1996  | Michel Robert et Vondéen                             | France                                               | Bert Romp et Burgs Samantha                          |
| 1997  | Katie Monahan-Prudent et Belladonna                  | France                                               | Alexandra Ledermann et Aferco                        |
| 1998  | Jos Lansink et Carthago Z                            | Allemagne                                            | Robert Smith et Senator Mighty Blue                  |
| 1999  | Gilles Bertrán de Balanda et Crocus Graverie         | Belgique                                             | Rodrigo Pessoa et Gandini Bianca                     |
| 2000  | Thierry Pomel et Thor des Chaines                    | Pays-Bas                                             | Olivier Guillon et Bamboula du Thot                  |
| 2001  | Édouard Coupérie et Pro Pilot II                     | France                                               | Peter Charles et Traxdata Corrada                    |
| 2002  | Angélique Hoorn et Hascal                            | Espagne                                              | Ernst Wettstein et Laroni                            |
| 2003  | Billy Twomey et Luidam                               | France                                               | Philippe Lejeune et Double O Seven                   |
| 2004  | Kevin Badington et Carling King                      | Allemagne                                            | Hervé Godignon et Calypso D’Herbiers Ecolit          |
| 2005  | Gilles Bertrán de Balanda et Crocus Graverie         | États-Unis                                           | Grégory Wathelet et Hugo Gesmeray                    |
| 2006  | Marcus Ehning et Noltes Küchengirl                   | Allemagne                                            | Michel Hécart et That's Life                         |
| 2007  | Michael Whitaker et Mozart des Hayettes              | Allemagne                                            | Michel Robert et Koro d'Or                           |
| 2008  | Denis Lynch et Lantinus 3                            | Belgique                                             | Michel Hécart et That's Life                         |
| 2009  | Jos Lansink et Spender S                             | Suisse                                               | Pius Schwizer et Ulysse                              |
| 2010  | Mclain Ward et Sapphire                              | France                                               | Richard Spooner et Pako                              |
| 2011  | Eric Lamaze et Hickstead                             | Irlande                                              | William Funnell et Kannelle de la Baie               |
| 2012  | Nick Skelton et Carlo 273                            | Belgique                                             | Denis Lynch et Night Rain                            |
| 2013  | Patrice Delaveau et Orient Express*HDC               | Pays-Bas                                             | Patrice Delaveau et Ornella Mail*HDC                 |
| 2014  | Éric Lamaze et Powerplay                             | France                                               | Michel Hécart et Nokia de Brekka                     |
| 2015  | Bertram Allen et Romanov                             | Royaume-Uni                                          | Bertram Allen et Wild thing L                        |
| 2016  | Jérôme Guéry et Grand Cru van de Rozenberg           | Pays-Bas                                             | Patrice Delaveau et Ornella Mail HDC                 |
| 2017  | Pedro Junqueira Muylaert et MFS Prince Royal Z       | France                                               | Maikel van der Vleuten et Vdl Groep Quatro           |
| 2018  | Patrice Delaveau et Aquila*HDC                       | Brésil                                               | René Lopez et Destiny’s Child                        |
| 2019  | Simone Blum et DSP Alice                             | Suisse                                               | Patrice Delaveau et Vestale de Mazure*HDC            |
| 2020  | Édition annulée en raison de la pandémie de Covid-19 | Édition annulée en raison de la pandémie de Covid-19 | Édition annulée en raison de la pandémie de Covid-19 |
| 2021  | Nicolas Delmotte et Urvoso du Roch                   | Suisse                                               | Holly Smith et Fruselli                              |
| 2022  | Beth Underhill et Dieu Merci van T & L               | Belgique                                             | Denis Lynch et Rubens LS La Silla                    |
| 2023  | Nicola Philippaerts et Katanga van het Dingeshof     | Brésil                                               | Shane Breen et Scarteen                              |
| 2024  | Kent Farrington et Greya                             | Allemagne                                            | Shane Sweetnam et Irandole du Flot                   |
| 2025  |                                                      |                                                      |                                                      |